# Augustus F. Hawkins

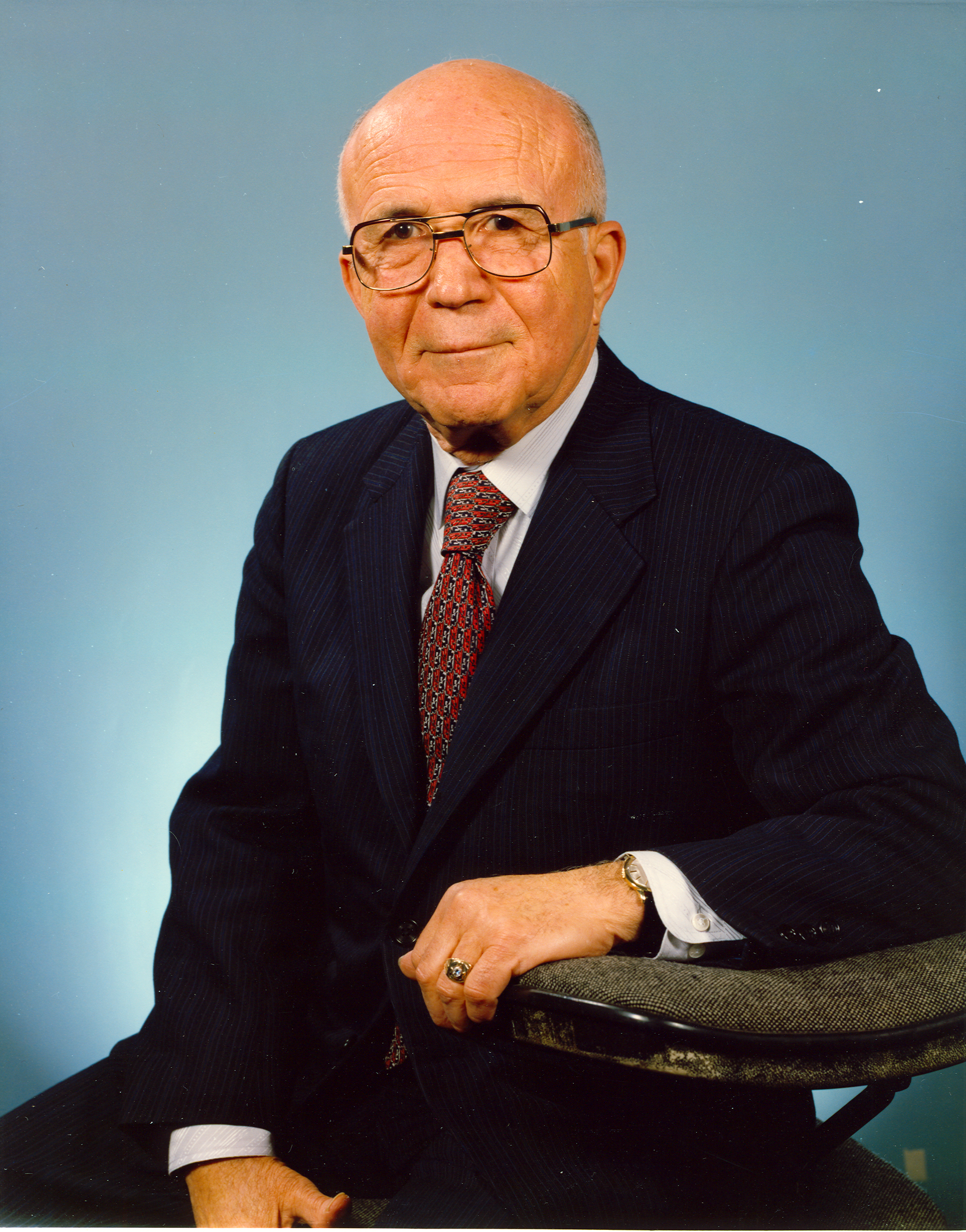
Augustus F. Hawkins

Augustus Freeman „Gus“ Hawkins (* 31. August 1907 in Shreveport, Louisiana; † 10. November 2007 in Bethesda, Maryland) war ein US-amerikanischer Politiker. Zwischen 1963 und 1991 vertrat er den Bundesstaat Kalifornien im US-Repräsentantenhaus.

## Werdegang
Im Jahr 1918 zog Augustus Hawkins mit seinen Eltern nach Los Angeles, wo er die öffentlichen Schulen besuchte; 1926 absolvierte er die Jefferson High School. Danach studierte er bis 1931 zunächst an der University of California in Los Angeles und dann bis 1932 an der University of Southern California. Seit 1941 arbeitete er in der Immobilienbranche. Gleichzeitig begann er als Mitglied der Demokratischen Partei eine politische Laufbahn. In den Jahren 1940, 1944 und 1960 war er Delegierter zu den jeweiligen Democratic National Conventions, auf denen Franklin D. Roosevelt und später John F. Kennedy als Präsidentschaftskandidaten nominiert wurden. Hawkins unterstützte Upton Sinclair bei der Gouverneurswahl 1934. 1935 wurde Hawkins in die California State Assembly gewählt, nachdem er sich gegen Frederick Roberts hatte durchsetzen können. Er gehörte der Assembly bis 1962 an.
Bei den Kongresswahlen des Jahres 1962 wurde Hawkins im 21. Wahlbezirk von Kalifornien in das US-Repräsentantenhaus in Washington, D.C. gewählt, wo er am 3. Januar 1963 die Nachfolge von Edgar W. Hiestand antrat. Nach 13 Wiederwahlen konnte er bis zum 3. Januar 1991 insgesamt 14 Legislaturperioden im Kongress absolvieren. Seit 1975 vertrat er dort den 29. Distrikt seines Staates. Hawkins war der erste Afroamerikaner, der für den Staat Kalifornien im US-Repräsentantenhaus saß. Er trat unter anderem für die Bürgerrechtsgesetze und bessere Arbeitsgesetze ein. Zwischen 1981 und 1984 war er Vorsitzender des Committee on House Administration; von 1984 bis 1991 leitete er den Ausschuss für Arbeit und Bildung. Er war ebenfalls zeitweise Vorsitzender des Joint Committee on Printing und des Joint Committee on the Library. In Hawkins’ Zeit als Kongressabgeordneter fielen unter anderem der Vietnamkrieg und die Watergate-Affäre sowie die Endphase der Bürgerrechtsbewegung. Während seiner langen Laufbahn als Abgeordneter, einschließlich seiner Zeit im Parlament von Kalifornien, brachte er über 300 Gesetzesanträge in die jeweiligen Kammern ein.
1990 verzichtete Augustus Hawkins auf eine erneute Kongresskandidatur. Nach dem Ende seiner Zeit im US-Repräsentantenhaus zog er sich in den Ruhestand zurück, den er zunächst in Los Angeles und dann in der Bundeshauptstadt Washington verbrachte. Er starb am 10. November 2007 in Bethesda im Alter von 100 Jahren. Bis dahin war er der älteste noch lebende ehemalige Kongressabgeordnete.